# We Love You Tecca
We Love You Tecca è il primo mixtape del rapper statunitense Lil Tecca, pubblicato il 30 agosto 2019 dalla Republic Records. Il mixtape ha raggiunto la posizione numero 4 della Billboard 200.
L'unico featuring è quello di Juice Wrld. Il singolo "Ransom" ha raggiunto la posizione numero 4 della Billboard Hot 100.

## Pubblicazione
Lil Tecca ha annunciato il mixtape e la copertina tramite il suo account Instagram il 24 agosto 2019. Il 28 agosto, Tecca ha confermato che la data di uscita del mixtape sarebbe stata il 30 agosto nella sua storia su Instagram.

## Promozione
Il video musicale di Out of Luck è stato pubblicato il 30 agosto 2019. Questo mostra frammenti del video musicale per il suo singolo di successo, Ransom. Prima dell'uscita del mixtape sono stati pubblicati i video musicali di Count Me Out, Ransom, My Time, Love Me e Did It Again.

## Tracce
1. Ransom – 2:11
2. Shots – 1:49
3. Sidenote – 2:38
4. Did It Again – 1:56
5. Out of Luck – 2:43
6. Left, Right – 2:34
7. Bossanova – 2:03
8. Amigo – 2:35
9. Glo Up – 1:55
10. Phenom – 3:23
11. Weatherman – 2:53
12. DUI – 2:15
13. Love Me – 1:57
14. Molly Girl – 1:57
15. The Score – 2:09
16. Senorita – 2:15
17. Count Me Out – 2:54
18. Ransom (Remix) (feat. Juice Wrld) – 2:51

## Formazione
- Lil Tecca – voce
- CashMoneyAP, Chapo Danny Wolf, Dez Wright, Dystinkt Beats, E-Trou, HNX Beats, Jo L'Z, KingLeeBoy, Manso Beats, Menoh Beats, Nick Mira, Pvlace, Pi'erre Bourne, Stoopid Lou, Taz Taylor, YoungKio – produzione, missaggio